# Cerkev Narození Panny Marie (Pylypec)
Cerkev Narození Panny Marie (ukrajinsky: Церква Різдва Пресвятої Богородиці, rusky: Церковь Рождества Пресвятой Богородицы) je dřevěná cerkev v obci Pylypec (Пилипець), v okrese Mižhirja, v Zakarparské Ukrajině.
Cerkev je památníkem lemkovské dřevěné architektury nebo také verchovynského baroka.

## Historie
Vesnice Pylypec je zmiňována už v roce 1463. První chrám ve vesnici byl postaven na počátku roku 1500, ale vyhořel. Druhý chrám byl postaven v roce 1671, který shořel v roce 1758. Cerkev byla postavena v letech 1758–1762 (jiný údaj v roce 1780). Je možné, že kostel byl v roce 1780 přesunut na současné místo. Údaje z roku 1801 uvádí dvě svatyně v obci. V roce 1841 byl chrám přestavěn (údaj je na desce na severní stěně lodi), přestavba byla ovlivněna uniatskou barokní modernizací. V roce 1941 a 1961 byl  opravován.

## Architektura
Cerkev je dřevěná roubená orientovaná dvousrubová dvouhřebenová stavba na půdorysu obdélníku, třímístná. Nad babincem se tyčí hranolová věž zakončená dvojitou barokní bání s lucernou. V horní části věže pod střechou jsou na všech čtyřech stranách umístěny ciferníky. V západním průčelí je uzavřená veranda (dříve otevřená, arkádová) s plochým stropem. Kolem cerkve obíhá pultová střecha posazena na dřevěných konzolách, které vystupují ze stěn. Chrám je zastřešen sedlovou střechou, nad kněžištěm nižší. Babinec sousedí s původně otevřenou arkádovou verandou nad níž je arkádový ochoz. Střecha cerkve a obvodová pultová střecha jsou pokryty šindelem.
Loď má klenutý trámový strop, babinec má plochý strop. V interiéru je zachován ikonostas z 18. století.

## Zvonice
U chrámu stojí samostatná dřevěná patrová zvonice na půdorysu čtverce asi z roku 1758. Spodní část je roubená krytá obvodovou pultovou střechou. Nad ní o něco výše je další obvodová střecha, tím je zvonice vertikálně rozdělená na tři části. Roubená část nemá nosnou funkci, je postavena kolem čtyř štenýřů, které mají nosnou funkci a tvoří vyšší bedněnou hranolovou část. Zvonice je zakončena nízkou osmibokou jehlanovou střechou, krytou plechem. Zavěšené zvony byly odlity v roce 1924 zakarpatským zvonařem Ferencem Egrim.

## Galerie

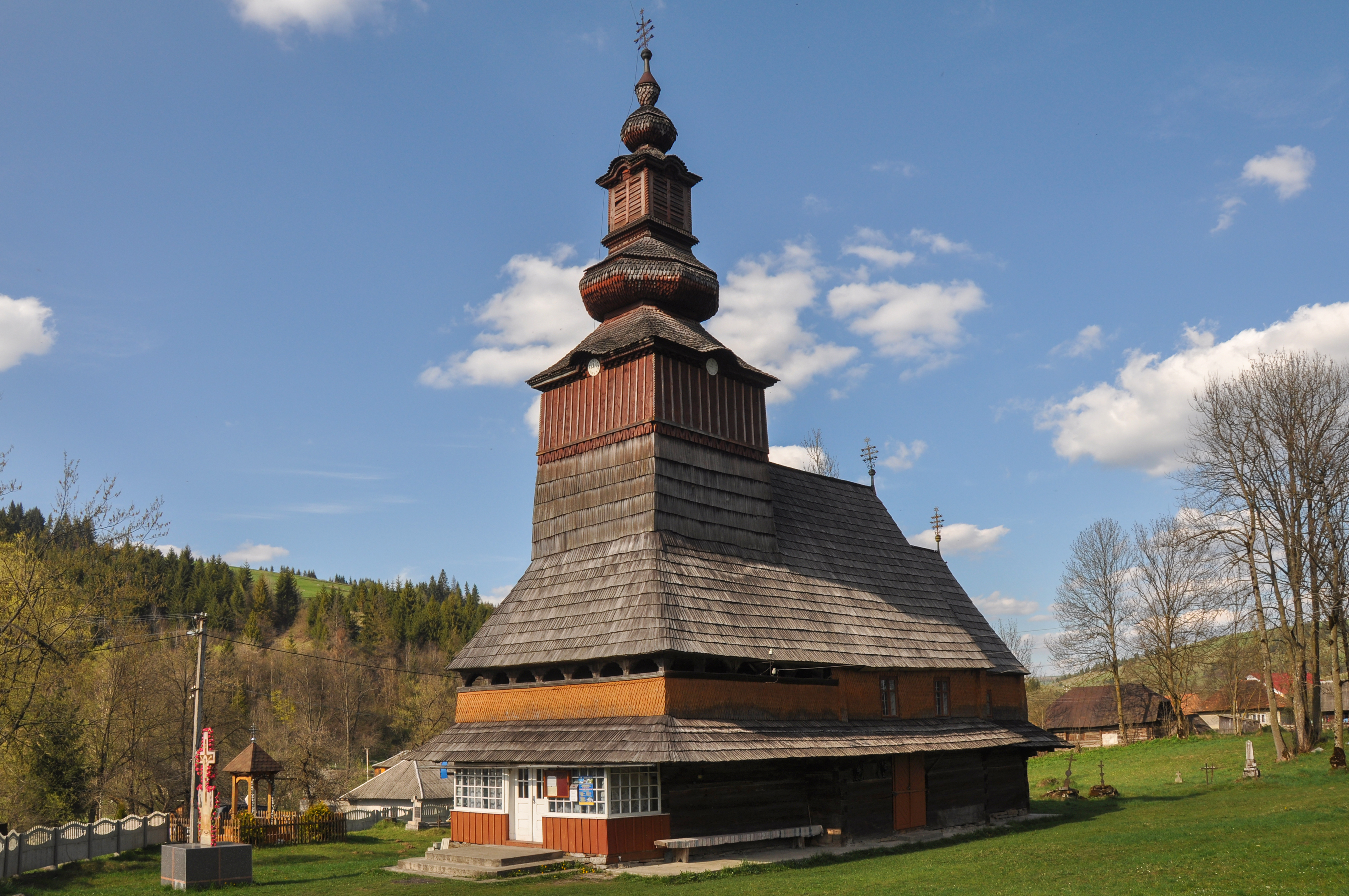
Cerkev
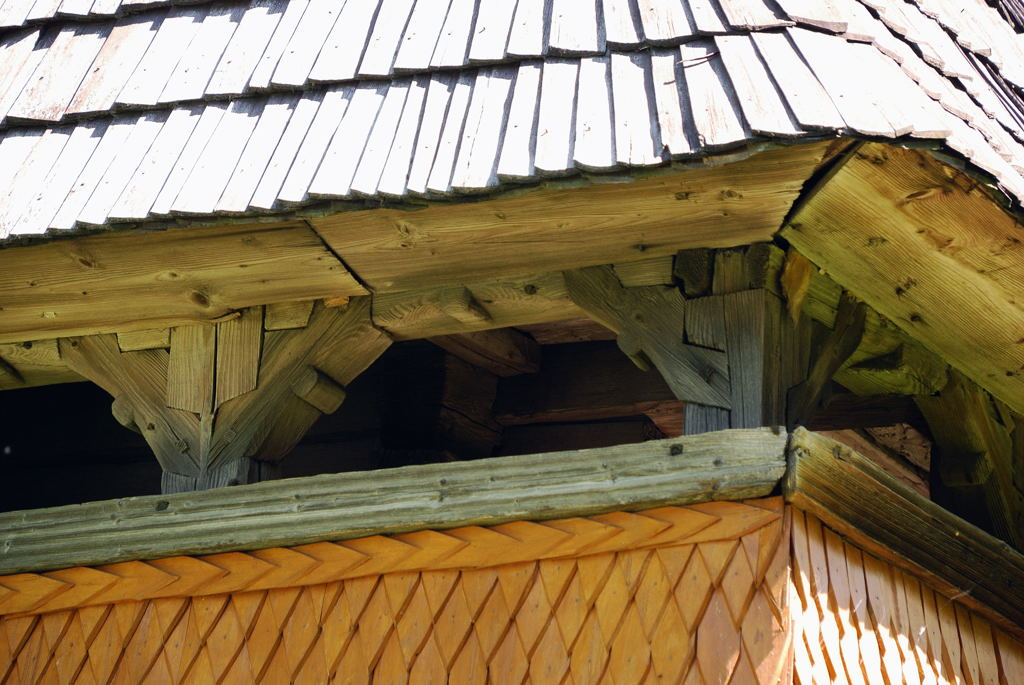
Arkády nad verandou
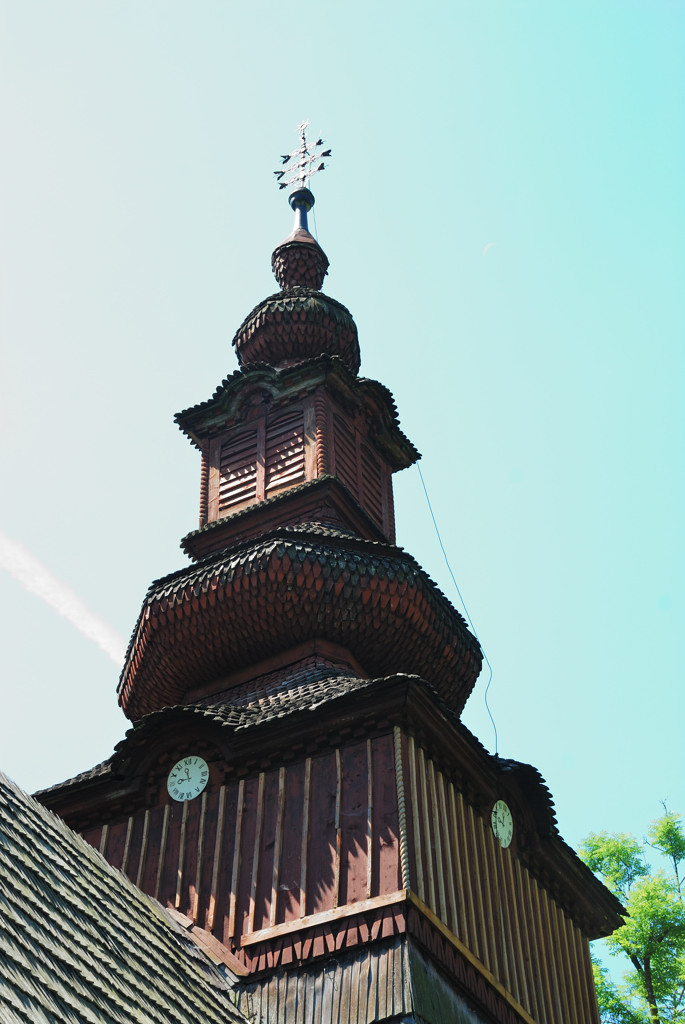
Věž s ciferníky
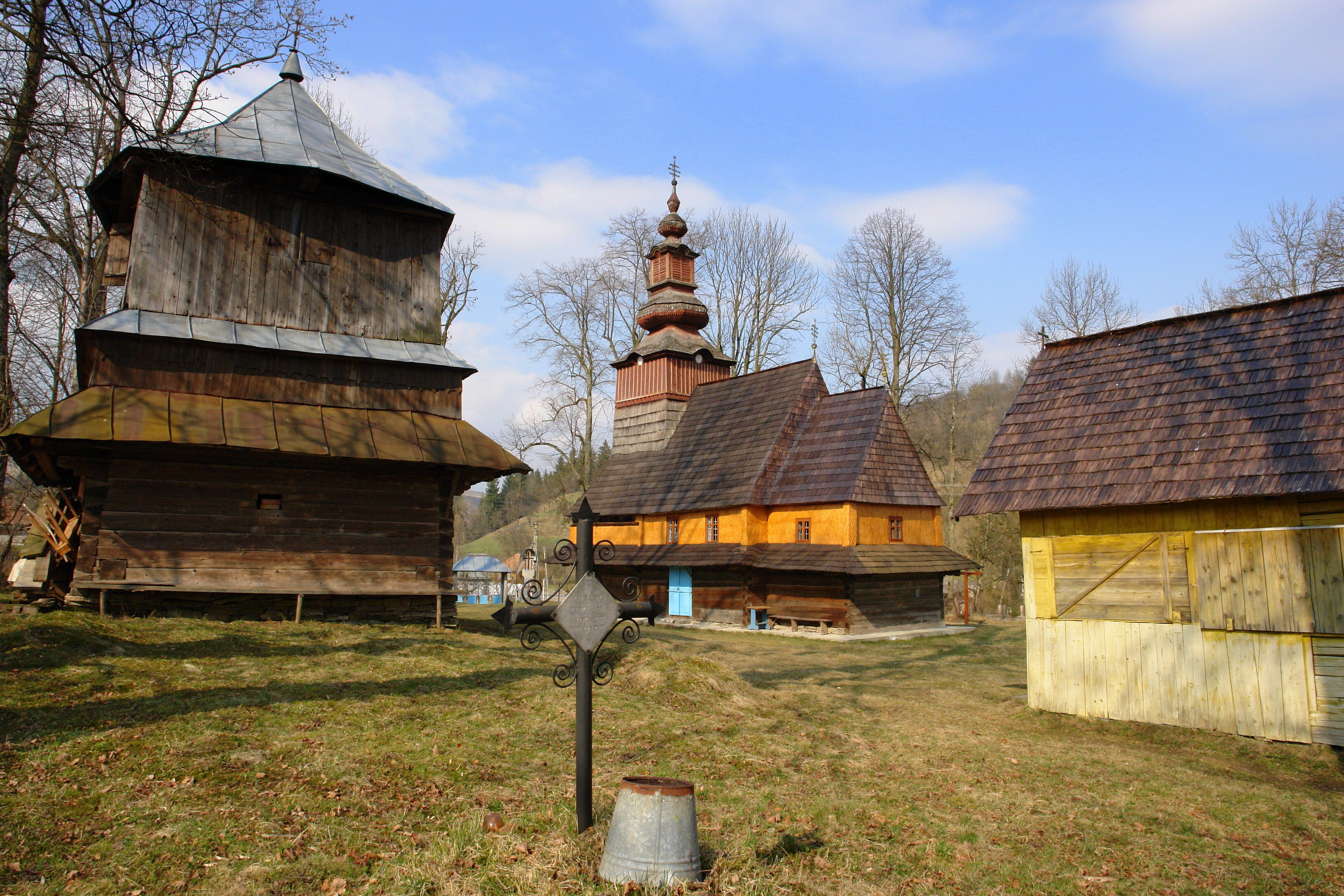
Zvonice a cerkev
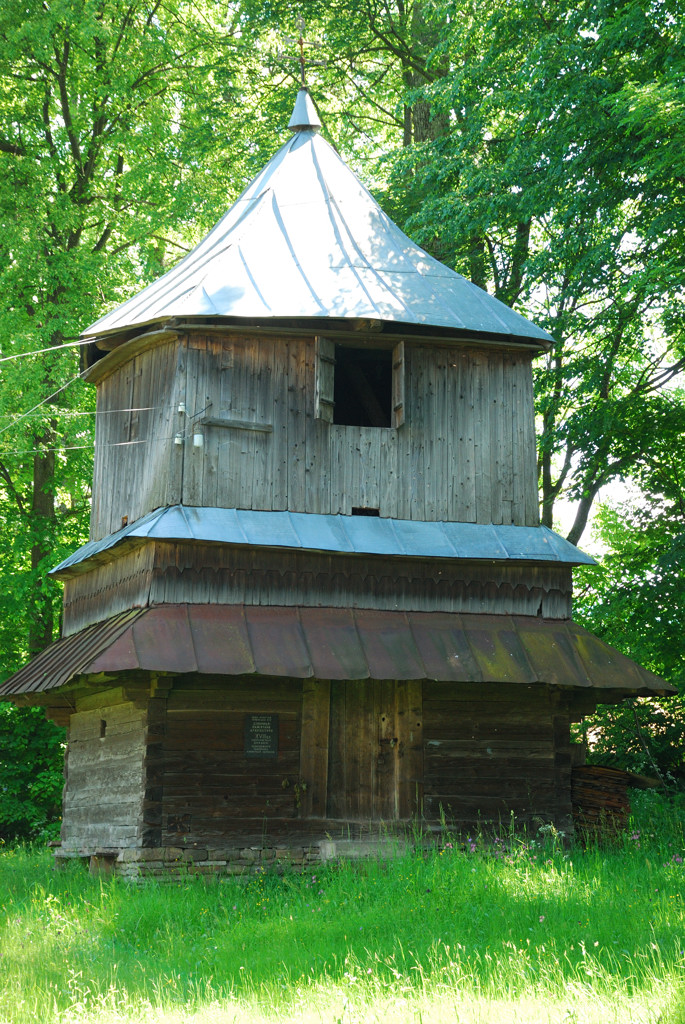
Zvonice
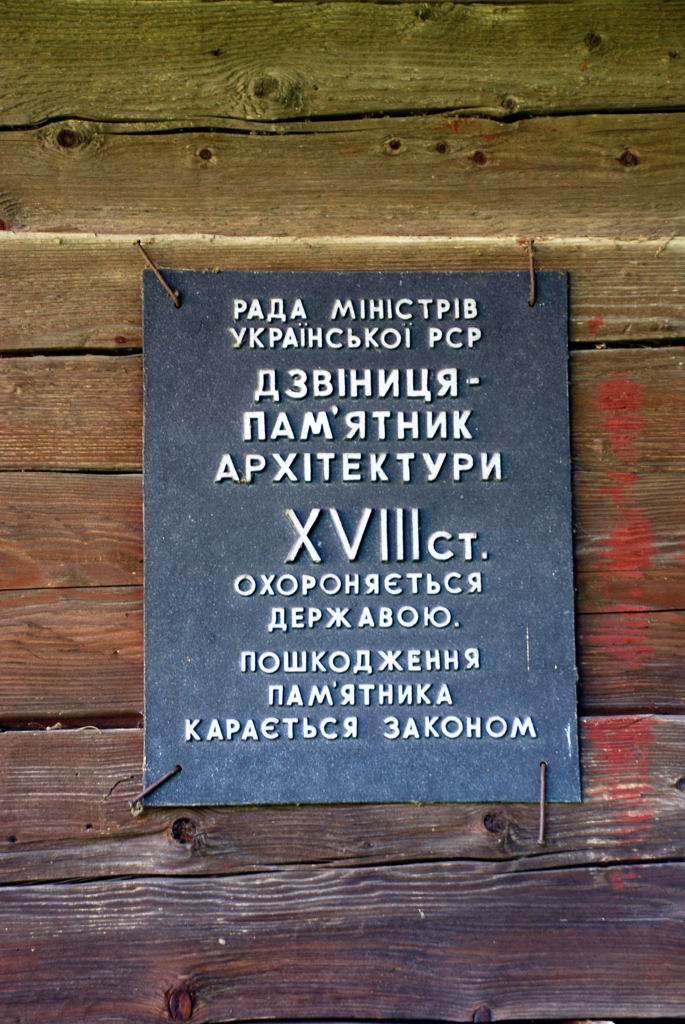